# Talmage (Nebraska)
Talmage je selo u američkoj saveznoj državi Nebraska. Prema popisu stanovništva iz 2010. u njemu je živjelo 233 stanovnika.